# Skittenfjorden
Skittenfjorden er en fjord  på Nordkinnhalvøen i Gamvik kommune i Troms og Finnmark fylke i Norge. Fjorden har indløb mellem  Kamøynæringen i vest og Bispen i øst og går fire kilometer mod sydvest til Austerbotnen. Vest for Kamøynæringen ligger Mehamnfjorden og øst for Bispen ligger Sandfjorden. Inderst i fjorden ligger to bugter, Vesterbotnen og Austerbotnen.
Det er enkelte bebyggelser men ingen veje  ved fjorden.